# ホワイト・プリンセス エリザベス・オブ・ヨーク物語
『ホワイト・プリンセス エリザベス・オブ・ヨーク物語』（原題: The White Princess）は、2017年に放送されたアメリカ合衆国のテレビドラマシリーズ。2013年にBBCで放送された『ホワイト・クイーン 白薔薇の女王』の続編で、フィリッパ・グレゴリーの小説『The White Princess（英語版）』を基に製作された。本作は前作と異なり、BBCではなくアメリカのStarzによって製作されている。全8話のミニシリーズで、アメリカでは2017年4月から6月にかけてStarzで放送された。日本では、2020年4月からSTARZPLAYで日本語字幕・吹き替え版が配信された。
2019年には、本作のスピンオフとなる『スパニッシュ・プリンセス キャサリン・オブ・アラゴン物語』が放送された。

## 製作
2013年のテレビシリーズ『ホワイト・クイーン 白薔薇の女王』は多くの賞にノミネートされるなど成功を収めた。しかし2013年8月20日、第2シリーズの計画があったにもかかわらず、BBCは続編を製作しないことを発表した。
2013年10月、Starzが続編のミニシリーズを計画していると報じられた。2014年1月、StarzのCEOであるChris Albrechtは『ホワイト・クイーン 白薔薇の女王』の脚本家Emma Frostとプロジェクトに取り組んでいることを発表した。StarzはBBCの関与なしに本作を制作することになった。
『ホワイト・クイーン 白薔薇の女王』の続編ではあるが、キャストはセシリー公爵夫人を除いて一新されている。

## あらすじ
ヘンリー7世とエリザベス・オブ・ヨークの結婚により、ランカスター派とヨーク派は形の上では統一され、薔薇戦争は一応の終結をみる。「いとこ同士の戦争」は終わったはずだった。しかしヨーク派は、幼いウォリック伯テディ、そしてロンドン塔で死んだと思われたリチャード王子を旗印に再興の機会を伺い、両家の対立は欧州諸国を巻き込んだ争いとなり、エリザベス（リジー）は肉親と婚家との間で引き裂かれる。

## キャスト

### チューダー王家
- エリザベス（リジー）・オブ・ヨーク

演 -  ジョディ・カマー、吹替 - 稲瀬葵
前王リチャード3世と愛し合っていたが、ヨーク派とランカスター派の融合のためヘンリー7世に嫁ぐ。
リチャード3世を斃した夫ヘンリーを憎んでいたが、次第に愛するようになり、肉親であるヨーク家と嫁いだチューダー家との間で苦悩する。
- ヘンリー7世

演 -  ジェイコブ・コリンズ＝レヴィ、吹替 - 中川慶一
前王リチャード3世・前々王エドワード4世らヨーク派によって斃されたヘンリー6世の遺児。幼い頃から母マーガレットに王座につく宿命を言い聞かされ、王となることのみを目指して叔父ジャスパーとフランスで亡命生活を送ったのち、ボズワースの戦いに勝利して新王となる。
- マーガレット・ボーフォート

演 -  ミシェル・フェアリー、吹替 - 唐沢潤
ヘンリー7世の母。信心深いが、息子の王座のためならどんな手段もいとわない。
「王母夫人」の称号を持ち、絶大な権力を振るう。
- ジャスパー・チューダー

演 -  ヴィンセント・リーガン、吹替 - 
ヘンリー7世を幼い頃から父代わりとして養育してきた叔父。誠実で腕の立つ軍人。
若い頃からヘンリーの母マーガレットと密かに愛し合っている。
- スタンリー卿

演 -  リチャード・ディレイン、吹替 - 唐沢龍之介
ヘンリー7世の母マーガレットの4番目の夫。ヘンリー7世擁立の功労者であり側近だが、時の権力者に寄り添う日和見主義者。
- ウィリアム・スタンリー（英語版）

演 -  ガイ・ウィリアムズ
スタンリー卿の弟。兄と共にヘンリー7世に仕える。
- ストレンジ卿（英語版）

演 - ニコラス・オーズリー
スタンリー卿と前妻の間の息子。和平特使として訪れたブルゴーニュで、公女マリーの死のきっかけとなってしまう。
- リチャード・ポール（英語版）

演 -  アンドリュー・ウィップ
ヘンリー7世の従兄弟にあたるウェールズの軍人。ボズワースの戦いで片腕の自由を失っている。政略結婚によってマギーの夫となる。
- モートン大司教（英語版）

演 -  ケネス・クラナム
ヘンリー7世に取り立てられ、のちに枢機卿となる。
- アーサー・チューダー

演 -  ビリー・バラット
ヘンリー7世と王妃リジーの第1王子。イングランド王として名高いアーサー王にちなんで名付けられる。
政権強化のため、幼くしてスペイン王女キャサリンと婚約させられる。
- ヘンリー王子

演 -  ウディ・ノーマン
ヘンリー7世と王妃リジーの第2王子。のちのヘンリー8世。
- セシリー・オブ・ヨーク（英語版）

演 -  スキ・ウォーターハウス
リジーの妹。王妃となった姉に対抗心を持つようになる。
- トマス・ウルジー

演 - マーク・エデル・ハント
王妃リジーの手足となって功績を挙げ、ヘンリー王子の守り役となる聖職者。

### ヨーク派
- エリザベス・ウッドヴィル

演 -  エッシー・デイヴィス、吹替 - 幸田直子
前々王エドワード4世の妻であり、新王妃リジーとロンドン塔の王子たちの母。水妖メリュジーヌの子孫を自認し、まじないを使う。
ヘンリー7世を王と認めず、亡命させた王子リチャードに望みを託してひたすらヨーク家の再興を願い続ける。
- マーガレット（マギー）・プランタジネット

演 -  レベッカ・ベンソン
前王リチャード3世の姪。幼いときに母イザベルが病死し、父ジョージが処刑され、叔母である前王妃アン・ネヴィルに引き取られていた。
おとなしく控えめな性格で、平穏な暮らしを願っていたが、ロンドン塔に幽閉された弟テディを救おうとするうち、ヨーク家再興を狙う叔母たちの反乱計画に巻き込まれる。
- ウォリック伯テディ

演 -  アルバート・デ・ヨング（幼少期：リス・コナー）
マギーの弟であり、王位継承権を持つヨーク派最後の男子。
知的に未発達なまま10歳で幽閉の身となったため、青年となっても年齢相応の知識や振る舞いを身につけられていない。
- ブルゴーニュ公妃

演 -  ジョアンヌ・ウォーリー
前々王エドワード4世の妹で前王リチャード3世の姉。亡くなったブルゴーニュ公シャルルの後妻であり、シャルルの先妻の娘マリーとの仲も良好で、ブルゴーニュの実権を握る人物。
義姉である元王妃エリザベスと連絡を取り合い、ヨーク家再興のために奔走する。
- セシリー公爵夫人

演 -  キャロライン・グッドール
かつて宮廷で権勢を誇った、前王リチャード3世と前々王エドワード4世の母。娘であるブルゴーニュ公妃の元に身を寄せる。
- 少年[8]（リチャード・オブ・ヨーク？）[注釈 3]

演 -  パトリック・ギブソン
前々王エドワード4世の第2王子で現王妃リジーの実の弟とされる、本作の鍵を握る人物。
前王リチャード3世によってロンドン塔に幽閉されそうになったところを、母エリザベスが用意した替え玉と入れ替わって亡命し、一旦は帰還するが、ヘンリー7世即位を受けて再び亡命する。
7年の間消息不明だったが、叔母であるブルゴーニュ公妃の元に現れて庇護を受け、正統な王を名乗って王位奪還に立ち上がる。
本物のリチャード王子かどうか作中で言及はなく、チューダー家からは王子を騙るパーキン・ウォーベックとされている。
- キャサリン・ゴードン（英語版）

演 -  エイミー・マンソン
スコットランドの貴族の娘。リチャードの妻となる。
- リンカーン伯ジョン・ド・ラ・ポール

演 -  オリバー・ヘンブロー
前王リチャード3世に王位継承者に指名されていた。継承権を剥奪され、ヘンリー7世に忠誠を誓うが、偽のウォリック伯ランバートを担ぎ、ヨーク派の政権奪取を企てる。
- サフォーク公妃エリザベス（英語版）

演 -  スージー・トレイリング
前王リチャード3世の姉。
- サフォーク公

演 -  エイドリアン・ローリンズ
前王リチャード3世の姉の夫。
- ラヴェル子爵（英語版）

演 -  アンソニー・フラナガン
ヨーク派の貴族。元王妃エリザベスの呼びかけに呼応してヘンリー7世暗殺を試みる。
- ネッド

演 -  ロロ・スキナー
王宮の馬丁。密かに元王妃エリザベスに忠誠を誓い、連絡役をつとめる。
- ルース

演 -  キティ・スミス
リジーの侍女。マーガレットの目を盗んで元王妃エリザベスの連絡役をつとめるが、伝染病に倒れる。
- ランバート

演 -  マックス・トゥルー
ブルゴーニュ公によって偽のウォリック伯に仕立て上げられる少年。

### そのほか
- マリー・ド・ブルゴーニュ

演 -  エマニュエル・ブアジズ
ブルゴーニュ公シャルルの1人娘。シャルルの後妻である公妃マーガレットに深く愛されている快活な公女。
- カスティーリャ女王イサベル

演 -  ロッシ・デ・パルマ
欧州一の強国スペインの女王。夫フェルナンド2世と共に「カトリック両王」の称号を持つ。
ヘンリー7世夫妻の申し出を受け、その第1王子アーサーと末娘キャサリンを婚約させる。
- ロドリゴ・デ・プエブラ（英語版）

演 -  フィリップ・アルディッティ
スペイン大使。

## エピソード
| 通算 話数 | タイトル                                               | 監督           | 脚本                         | 放送日        | US視聴者数 (百万人) |
| --- | ------------------------------------------------------ | -------------- | ---------------------------- | ------------- | ------------------- |
| 1 | "ベッドの中の敵" "In Bed With The Enemy"               | Jamie Payne    | Emma Frost                   | 2017年4月16日 | 0.633               |
| 1485年、リチャード3世を斃してイングランド王となったチューダー家のヘンリー7世は、婚約者であるヨーク家エリザベス王女（リジー）とリチャード3世との密通を知って結婚を渋っていた。リチャードを思い続けるリジーも抵抗するが、フランス暮らしの長いウェールズ人であるためヨーク派の信頼に欠けるヘンリーに、議会はヨーク家との約束通りにエリザベスと結婚すべきだと判断する。ヘンリーは、結婚はリジーがヨーク家とチューダー家両家の血を引いた世継ぎを孕んでからと義務的に子作りを行い、リジーは屈辱に涙する。 ヘンリーの母マーガレットは念願叶って王母夫人となり、ヨーク家の男子を根絶やしにしようと動き出すが、前王の治世時にロンドン塔に幽閉された王子たちの悪夢にうなされていた。 元王妃エリザベスは再び第2王子リチャードを亡命させるが、王子は亡命先で消息不明となってしまう。 ヘンリーは戴冠し、リジーは妊娠する。薬草を使って憎い敵の子を流産しようとするリジーを、母エリザベスは、ヨーク家の治世を取り戻す子とするため産むよう諭す。 リジーは殉教者と娼婦の意味を込めた赤の衣裳で結婚式に臨み、初夜、ヘンリーはエリザベスの足を短刀で傷つけて初床のシーツに血を落とし、リジーと産まれてくる子の名誉を保つ。 |                                                        |                |                              |               |                     |
| 2 | "感情と理性" "Hearts and Minds"                        | Jamie Payne    | Emma Frost                   | 2017年4月23日 | 0.712               |
| セシリー公爵夫人はチューダー家を嫌い、宮廷を去ってブルゴーニュ公妃の元へ身を寄せる。リジーは従順な妻を装い、夫妻は表向き平和を保っていた。巡幸が行われることになり、リジーは各地に潜伏するヨーク派を見つけ出そうとするが、身重のリジーの代わりに母である元王妃エリザベスが両家融和の印のヨーク家代表として同行することになる。ところがエリザベスは王母マーガレットによって監禁されてしまい、巡幸にはマーガレットが同行する。エリザベスは忠実な馬丁ネッドに密書を託し、ラヴェル子爵に決起を促す。策謀で立ち向かおうとする母エリザベスと、国を思い堂々と戦おうとするリジーは、ヨーク家の再興という目的は同じでも手段をめぐって意見が対立する。 ヘンリーは巡幸早々ラヴェル子爵に狙撃される。さらに巷では伝染病が広がり、呪われた王がもたらした災厄だとの噂も流れていた。伝染病は宮殿にも広がり、密かにエリザベスに忠誠を誓った侍女ルースも倒れる。病の蔓延を知ったリジーは、戴冠前であるにもかかわらず王妃権限で宝物庫を開け、民の救済のために施しをする。伝染病蔓延の事実すら知らずにいたヘンリーは、巡幸からの帰途、思いがけず沿道の民から施しへの感謝を受け、リジーの為政者としての度量を認めざるを得なかった。リジーに少しずつ心を開くヘンリーだったが、マーガレットは出産までリジーをヘンリーから遠ざけ監禁する。ヘンリーはどうしても母には逆らえなかった。 リジーがテディと姉マギーに民への施しの実行役をさせたことで、民衆の間にはウォリック伯テディ支持者が増えていた。反乱を危惧したマーガレットは、テディをマギーから引き離してロンドン塔に幽閉する。 |                                                        |                |                              |               |                     |
| 3 | "ブルゴーニュの思惑" "Burgundy"                        | Jamie Payne    | Emma Frost                   | 2017年4月30日 | 0.784               |
| リジーは男児を出産し、ヘンリーは息子アーサーのために赤と白の薔薇を組み合わせた紋章を作る。王子の誕生を機に、ヘンリーの心は母からエリザベスに傾き始めていた。男児を産んだ褒賞としてリジーはテディの解放を頼むが聞き入れられない。アーサーの洗礼式と祝宴が行われるが、リジーの出席は許されないままだった。リジーの頼みで、元王妃エリザベスと妹たちは、監禁場所を塔から修道院に移される。 母の教えで一途に王となることだけを目指してきたヘンリーだったが、王座を巡る争いに嫌気がさし始めていた。母の思惑通りに王妃となったリジーも同じ思いだった。愛がなくともせめて裏切りだけはない夫婦になろうとヘンリーは言い、リジーは歩み寄る。 リジーは王妃として戴冠し、妹セシリーは王母マーガレットの異母弟との結婚が決まる。 ブルゴーニュでは反旗が上がっていたが、ヘンリーは平和的解決を目指し、和平特使としてジャスパーをブルゴーニュ公妃の元に派遣する。一方公妃は、義姉であるエリザベスからの反乱依頼も受け取っていた。父や兄の仇であるヘンリーを許せない公妃だったが、ジャスパーの真摯な説得に心を動かされ、一旦はヨーク家とチューダー家の和平を考える。ところが、ジャスパーの連れであるストレンジ卿と乗馬に興じていた公妃の義理の娘マリーが落馬して命を落とし、公妃はチューダー家に強い憎しみを向ける。 |                                                        |                |                              |               |                     |
| 4 | "黒き陰謀と反乱" "The Pretender"                       | Alex Kalymnios | Sarah Dollard Emma Frost     | 2017年5月7日  | 0.845               |
| 悲しみに暮れるブルゴーニュ公妃はチューダー家への復讐を誓う。公妃は偽のテディ（ランバート）を用意し、テディが脱走したとの噂を広める。ヘンリーはセシリーの結婚式にテディを出席させて脱走の噂を打ち消そうとするが、婚姻行列のテディを見た老婆がウォリック伯を称える声を上げ、その合図で沿道に潜んでいたヨーク派が反乱を起こしたため、テディは再び幽閉される。ヘンリーとマーガレットはエリザベスが黒幕だと断罪して処刑を指示する。リジーは母の命を救うため、ブルゴーニュ公妃の単独犯だと証明しようと密かに修道院を訪れるが、エリザベスはチューダーの人間となったリジーを信用せず答えない。母との断絶を実感したリジーはすべてを隠さずヘンリーに伝え、夫への愛と忠誠を誓う。 公妃の怒りを知ったヘンリーは、地盤を固めるため、エリザベスの娘であるリジーの妹たちとチューダー家の縁組を整える。家名による争いから逃れて平穏に暮らすことを望んでいたテディの姉マギーも嫁がされるが、相手は心優しい騎士だった。リジーはジャスパーにも縁談を考え、いまだジャスパーを思い続けているマーガレットは動揺する。ジャスパーはマーガレットに、ヘンリー即位のためのスタンリー卿との契約結婚を解消して一緒に生きようと言い残して戦いに向かう。 公妃が偽テディを陣頭に立てて始めたストーク・フィールドの戦いは、ヘンリー軍の勝利に終わる。ヘンリーは偽テディであるランバートを捕虜に凱旋し、エリザベスとランバートを反逆者と断罪するが、マギーの夫が温情から異議を唱え、2人は処刑を免れる。 マーガレットは王母夫人としての道を選び、負傷して帰還したジャスパーに、リジーの叔母キャサリンとの政略結婚を申し渡す。ヘンリーは母マーガレットに与えていた王妃の間をリジーに与え、2人はようやく心の通った夫婦となる。 その頃、戦場から戻ったブルゴーニュ公妃の元に1人の少年がやってくる。7年間消息不明だったエドワード4世の第2王子リチャードだった。 |                                                        |                |                              |               |                     |
| 5 | "2人のヨーク公" "Traitors"                             | Alex Kalymnios | Loren McLaughlan Amy Roberts | 2017年5月14日 | 0.951               |
| 5年後、夫と息子との平穏な暮らしを手にしていたマギーの唯一の気がかりは、幽閉されたままの弟テディだった。娘たちが皆嫁いで1人になり、病を得ていたエリザベスは、残りの日々をリジーと共に過ごすことを望み、宮殿に迎えられる。 ヘンリーを詐称者と称し、リチャードをヨーク公として忠誠を誓う動きがあることを知ったヘンリーは、幼い第2王子ヘンリーをヨーク公に叙して正統性を示す。その祝宴でエリザベスは、ブルゴーニュにいる自分の息子リチャードこそが正統なヨーク公だと告げる。エリザベスは狂人とされて再び修道院に幽閉され、リジーは母との絶縁を宣言する。 リチャードはブルゴーニュ公妃の元で欧州諸国の支持を得て決起に備え、スコットランド王の親族であるキャサリンとの婚約も決まっていた。公妃から招待を受けたヘンリー王夫妻は、代理としてリチャードのいとこにあたるマギーを派遣する。マギーはリチャードと対面しても本物かどうか判断ができずにいたが、夫ポールに説き伏せられ、偽者と証言する。 一方ヘンリーは、同行したポールに、ブルゴーニュ公妃宛ての手紙の封蝋を盗ませていた。その印章から暴かれた反逆者の中には、元王妃エリザベス、そして王母マーガレットの夫の弟であるウィリアム・スタンリーがいた。 マーガレットは自分の罪を見透かしたようなエリザベスの物言いに動揺する。ロンドン塔に幽閉された前々王エドワード4世の王子たちを殺すよう命じたのはマーガレットだったのだ。それを知ったジャスパーは苦渋ののちヘンリーに伝えようとするが、ヘンリーの信頼を失うことを恐れたマーガレットは、密かにジャスパーの命を奪う。 |                                                        |                |                              |               |                     |
| 6 | "イングランドの血と土" "English Blood on English Soil" | Alex Kalymnios | Emma Frost Alice Nutter      | 2017年5月21日 | 0.792               |
| ウィリアム・スタンリーは、正統な王はリチャードだとヘンリーに言い残して斬首される。 リジーはロンドン塔の替え玉の件を告白し、ブルゴーニュのリチャードは本物なのではないかという疑念がヘンリーの中に芽生える。 リチャードとキャサリンの結婚式には欧州各国の王族が列席していたが、欧州一の強国スペインの姿はなかった。スペインがリチャードに加勢していないと知ったヘンリーとリジーは、自らスペインに赴いてカスティーリャ女王イサベルに謁見し、同盟と王女の縁談を申し出る。スペイン語を身につけていたリジーは女王の心を掴んで話を進めるが、リチャードが欧州諸国の援助を得ていることを知っていた女王は、負ける者に娘はやれないと、リチャードとテディの処刑を要求する。リジーはそれを、スペイン語のわからないヘンリーには伝えずにいた。 国王夫妻が不在の間に、スコットランド始め各国の援軍を得たリチャード軍がロンドンに近づき、アーサー王子の守り役に任命されていたマギー夫妻は王子をロンドン塔に避難させる。戦のための新税に不満を抱いていたコーンウォールの民衆も蜂起してリチャード側についていた。 修道院のエリザベスは危篤に陥り、訪ねたリジーに、弟であるリチャードの力になるよう言い残して息を引き取る。 ヘンリーはリチャード軍を迎え討つが、突然の退却に拍子抜けする。同行していたリチャードの妻キャサリンの出産が早まったためだった。ヘンリーは、世継ぎの誕生によって立場を確実にしたリチャードの再度の侵攻に備えるが、貴族たちの援軍もスペインの助力も得られない。ヘンリーの陣から離反した軍勢を、リジーは王妃として必死に説き伏せて陣に連れ帰り、ヘンリーを力づける。 リチャードは激しい戦いの中で姿を消し、聖域である修道院に身を隠す。そこはマーガレットが巡礼行で寄進した修道院であり、マーガレットは寄進者の威光をもってリチャードを引き渡させる。                                                               |                                                        |                |                              |               |                     |
| 7 | "王子の名を語る男" "Two Kings"                         | Jamie Payne    | Emma Frost                   | 2017年5月28日 | 0.722               |
| 宮廷に連行されたリチャードは堂々と正統性を主張し、対面したリジーは「弟は死んだ」とだけ証言する。ヘンリーは、リチャードに味方する諸国の反発を避けるため、処刑はせずに市中引き廻しとする。引き廻しを取り囲む沿道の民衆に、リチャードは、王妃である姉は板挟みとなって苦渋の嘘をついたのだと擁護し、民衆を味方につける。 王の衣装部屋付きの使用人にされ、妻子を人質に取られたリチャードは王位を諦めようとするが、妻キャサリンは戦うよう励ます。かつて塔の王子たちを殺したのはチューダー家だと言う2人の会話を聞いたヘンリーは、母マーガレットに疑いを抱き始める。リチャードの幼い息子も、マーガレットに奪われたのち行方不明になっていた。 ヘンリーは狩りでリチャードを勢子にして嬲る。リジーと言葉を交わして王統の証を見せたリチャードは誇り高く王を宣言し、ヘンリーは激しく動揺する。密かにロンドンに入ったブルゴーニュ公妃は、リチャードが王位に就かない限りテディの解放はないとマギーに言う。宮廷の皆は次第にその風格に打たれてリチャードに傾き、マギーもリジーに反発し始める。 リチャードはついに屈して偽者だという告白書を読み上げるが、もはや宮廷でそれを信じる者はいなかった。不安に駆られたヘンリーは、リチャードが宴で毒を盛ったと騒ぎ、狂ったようにリチャードを痛めつける。塔の王子たちを殺したのはマーガレットだとマギーに知らされたリジーは、チューダー家の王妃となってしまった自分にできる精一杯の救済として、衣裳部屋に火を放ち、焼死したことにしてリチャードを逃がそうとするが、リチャードは炎の中から歩み出して王の名乗りをあげる。 |                                                        |                |                              |               |                     |
| 8 | "塔の王子たち" "Old Curses"                            | Jamie Payne    | Sarah Phelps                 | 2017年6月4日  | 0.868               |
| リチャードは牢につながれる。マギーとキャサリンはブルゴーニュ公妃を訪ね、リチャード奪還の戦いを決意する。 スペイン王家からリチャードとテディの処刑の催促が届き、リジーはついにリチャードは本物だと夫ヘンリーに告白し、リチャードとようやくきょうだいとして対面する。 ヘンリーは母マーガレットに塔の王子たちのことをただし、殺害を認めた母を絶縁して、自らも同じ道を往く覚悟を決めてリチャードを殺すことを決意する。自らが簒奪者であることを悟って衝撃を受けるヘンリーを、リジーは正統性など関係なく王の座を守れと力づける。 リチャードの援軍が迫っていることを知ったリジーは、替え玉を公開処刑し、反乱の火種を断つ計画を立てる。ブルゴーニュ公妃一派が処刑場に集まり王子奪還を企てるが、公妃は替え玉と見抜いて撤退する。計画は成功し、宮廷には平和が戻るが、公妃は敵の力を削ごうとスペイン大使にヘンリーたちの裏切りを知らせる。それが裏目に出てしまい、偽の処刑と知ったスペイン大使はリジーに本物の処刑実行を迫る。 リジーはブルゴーニュ公妃一派を捕らえ、マギーをロンドン塔に幽閉し、状況を理解していないテディに署名させて反逆計画の告白書を捏造する。リジーただ1人の立ち会いのもと、テディは斬首され、リチャードは目を逸らさず見届けるようリジーに言い残して、罪人用の斧ではなく騎士の剣で斬首される。 実の弟を闇に葬り去ったリジーは、宮廷内の結束を固めるためヘンリーをマーガレットと和解させ、スペインとの同盟成立が晴れやかに宣言される。 |                                                        |                |                              |               |                     |

## 評価

### 批評
本作は批評家から高い評価を受けている。批評集積サイトのRotten Tomatoesには17件のレビューがあり、批評家支持率は76%、平均点は10点満点で6.95点となっている。また、Metacriticには9件のレビューがあり、加重平均値は71/100となっている。